# Charopella wilkinsoni
Charopella wilkinsoni är en snäckart som först beskrevs av Brazier 1889.  Charopella wilkinsoni ingår i släktet Charopella och familjen Charopidae. Inga underarter finns listade i Catalogue of Life.